# Eriocaulon richardianum
Eriocaulon richardianum là một loài thực vật có hoa trong họ Eriocaulaceae. Loài này được (Fyson) R.Ansari & N.P.Balakr. mô tả khoa học đầu tiên năm 1994.